# Groton (village, New York)
Ne doit pas être confondu avec Groton (ville, New York).
Groton est un village du comté de Tompkins, dans l'État de New York, aux États-Unis,. En 2020, il compte une population de 2 156 habitants.

## Démographie
Lors du recensement de 2010, le village comptait une population de 2 363 habitants, tandis qu'en 2020, elle s'élève à 2 156 habitants.